# Wolrad IV. (Waldeck)
Wolrad IV. (* 7. Juli 1588 auf Burg Eisenberg; † 6. Oktober 1640 in Arolsen) war Graf von Waldeck und Begründer der neueren Linie Waldeck-Eisenberg des Hauses Waldeck.

## Leben

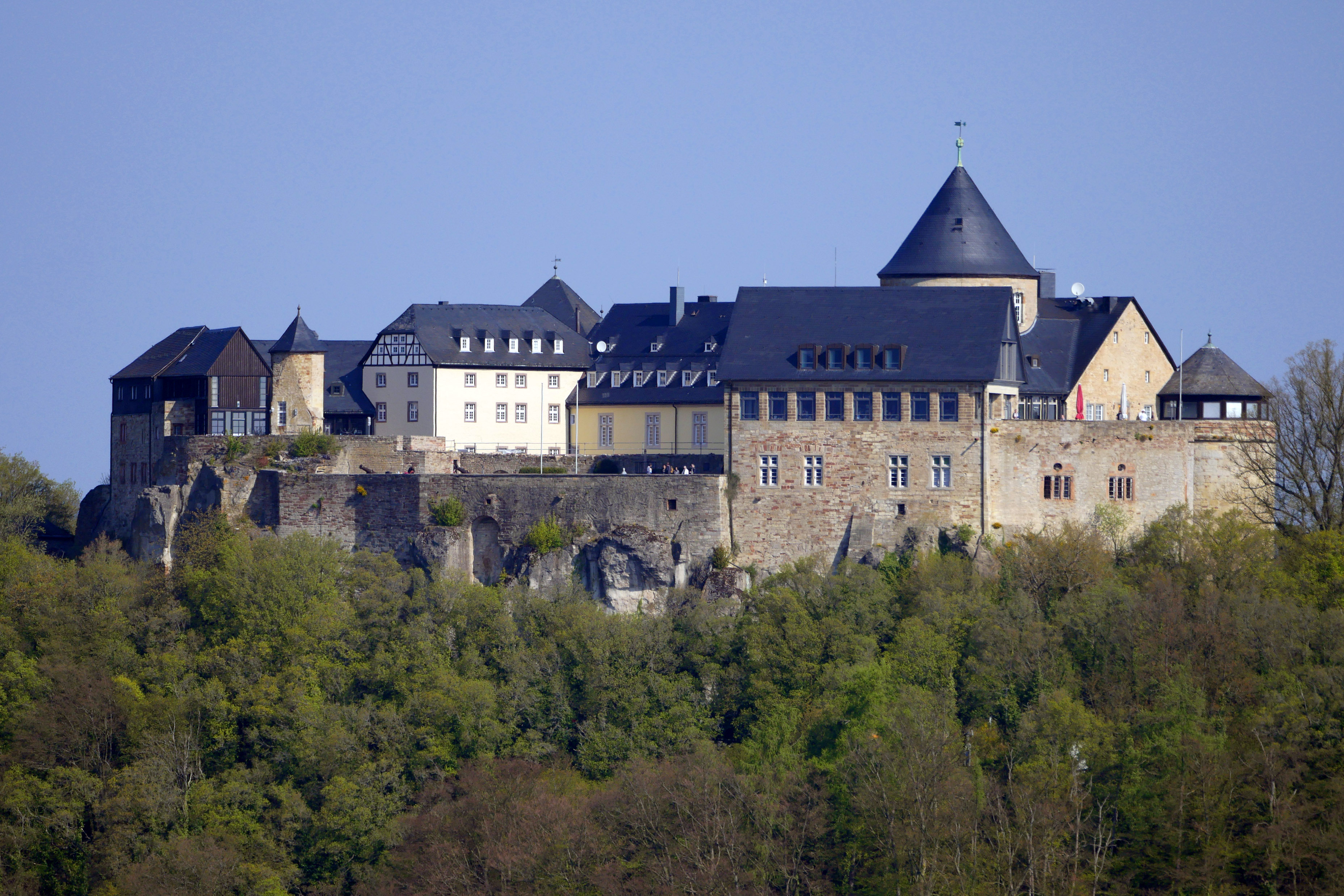
Wohnsitz Schloss Waldeck am Edersee in Hessen

Er war der jüngere Sohn des Grafen Josias I. von Waldeck-Eisenberg und dessen Frau Maria von Barby. Seit der Territorialpolitik seines Vaters geriet Wolrad immer stärker in einen Gegensatz zur benachbarten Landgrafschaft Hessen, die in der Reformationszeit beträchtlichen Einfluss auf das Land ausgeübt hatte. Zum Konflikt kam es, als die Stadt Korbach 1615 den gräflichen Stadtrichter absetzte und sich vom Landgrafen einen neuen Richter erbat. Dagegen gingen die Grafen von Waldeck vor. Dies führte zum Eingreifen der Hessen, die nun nicht nur die Lehnsherrschaft, sondern auch die Landeshoheit über Waldeck beanspruchten. Im Jahr 1621 ließ Landgraf Moritz von Hessen-Kassel sogar Truppen in Waldeck einmarschieren. Zeitweise musste Wolrad aus dem Land fliehen. Er trat unter Ausnutzung familiärer Verbindungen an die niederländischen Generalstaaten und bat den Statthalter Moritz von Oranien-Nassau mit Erfolg um Unterstützung. Sein Bruder Christian wandte sich an Kaiser Ferdinand II. Auf Befehl des Kaisers mussten die Hessen das besetzte Land wieder räumen.
Im Jahr 1625 fiel ihm und seinem Bruder Christian die Grafschaft Pyrmont zu. Seither nannten sie sich Grafen von Waldeck-Pyrmont. Während des Dreißigjährigen Krieges wurden die Waldecker zwar aus Pyrmont verdrängt, erhielten die Grafschaft aber später zurück. Durch Wolrads Frau kamen als Erbe 1639 die Grafschaft Cuylenburg in den heutigen Niederlanden und einige weitere Herrschaften in den Besitz des Hauses Waldeck.
Wolrad war mit dem Gesellschaftsnamen Der Frühespate Mitglied der Fruchtbringenden Gesellschaft. Er starb 1640 und wurde in der St.-Kilian-Kirche in Korbach bestattet.

## Familie
Er heiratete am 8. September 1607 in Durlach Anna von Baden-Durlach (* 13. Juni 1587, † 11. März 1649), einer Tochter Markgraf Jakobs III., mit der er zehn Kinder hatte:
- Marie Elisabeth (* 2. September 1608, † 19. Februar 1643 in Basel)

⚭ (1634) Markgraf Friedrich V. von Baden-Durlach (* 6. Juli 1594; † 8. September 1659)
- Josias-Florent (* 1612 in Arolsen, † 1613 in Eilhausen)
- Philipp Dietrich, Graf von Waldeck-Eisenberg (* 2. November 1614 in Arolsen, † 7. Dezember 1645 in Korbach)
- Johann Ludwig (* 1616 in Arolsen, † 1638 in Wouw)
- Georg Friedrich, erster Fürst von Waldeck (* 10. Februar 1620 in Arolsen, † 19. November 1692 in Arolsen)
- Jakob (* 1621 in Arolsen, † 1645 in Flandern)
- Christian (*/† 1623 in Arolsen)
- Anne Juliane (*/† 1624 in Arolsen)
- Wolrad V., brandenburgischer Generalmajor (* 1625 in Arolsen, † 1657 bei Bartenstein)
- Charlotte (*/† 1629 in Arolsen)